# Parathyma gutama
Parathyma gutama är en fjärilsart som beskrevs av Moore 1858. Parathyma gutama ingår i släktet Parathyma och familjen praktfjärilar. Inga underarter finns listade i Catalogue of Life.